# Choi Chun Yin
Choi Chun Yin (conocido como Ryan Choi; en chino: 俊彥蔡, Hong Kong, 9 de octubre de 1997) es un deportista hongkonés que compite en esgrima, especialista en la modalidad de florete.
Ganó dos medallas en el Campeonato Mundial de Esgrima, en los años 2023 y 2025. Participó en los Juegos Olímpicos de Tokio 2020, ocupando el séptimo lugar en la prueba por equipos.

## Palmarés internacional
| Campeonato Mundial | Campeonato Mundial | Campeonato Mundial | Campeonato Mundial  |
| Año                | Lugar              | Medalla            | Prueba              |
| ------------------ | ------------------ | ------------------ | ------------------- |
| 2023               | Milán (Italia)     | Medalla de bronce  | Florete por equipos |
| 2025               | Tiflis (Georgia)   | Medalla de oro     | Florete individual  |